# HD 47667
HD 47667 är en ensam stjärna belägen i den norra delen av stjärnbilden Stora hunden. Den har en skenbar magnitud av ca 4,83 och är svagt synlig för blotta ögat där ljusföroreningar ej förekommer. Baserat på parallax enligt Gaia Data Release 2 på ca 3,5 mas, beräknas den befinna sig på ett avstånd på ca 940 ljusår (ca 290 parsek) från solen. Den rör sig bort från solen med en heliocentrisk radialhastighet på ca 29 km/s.

## Egenskaper
HD 47667 är en orange till gul jättestjärna i huvudserien av spektralklass K2 IIIa CN0.5 Ca1 där suffixnoten anger att överskott av kalcium- och cyanidmolekyler visas i spektrum av stjärnans atmosfär. Den har en massa som är ca 7,4 solmassor, en radie som är ca 28 solradier och har ca 2 317 gånger solens utstrålning av energi från dess fotosfär vid en effektiv temperatur av ca 4 200 K.